# Henge
Henge je typ pravěkého rituálního kruhového monumentu (kruhové plochy) vyskytující se v Británii a též v Bretani u Carnaku ve Francii. Byl obklopen příkopem a valem, měl jeden, dva, ojediněle čtyři protilehlé vchody, uvnitř byly megalitické stavby nebo hroby nebo kultovní jámy a podobně. Někdy jde o megalitické stavby podobné kromlechu. Někdy je tvořena z kamenů, ale jindy ze dřeva.

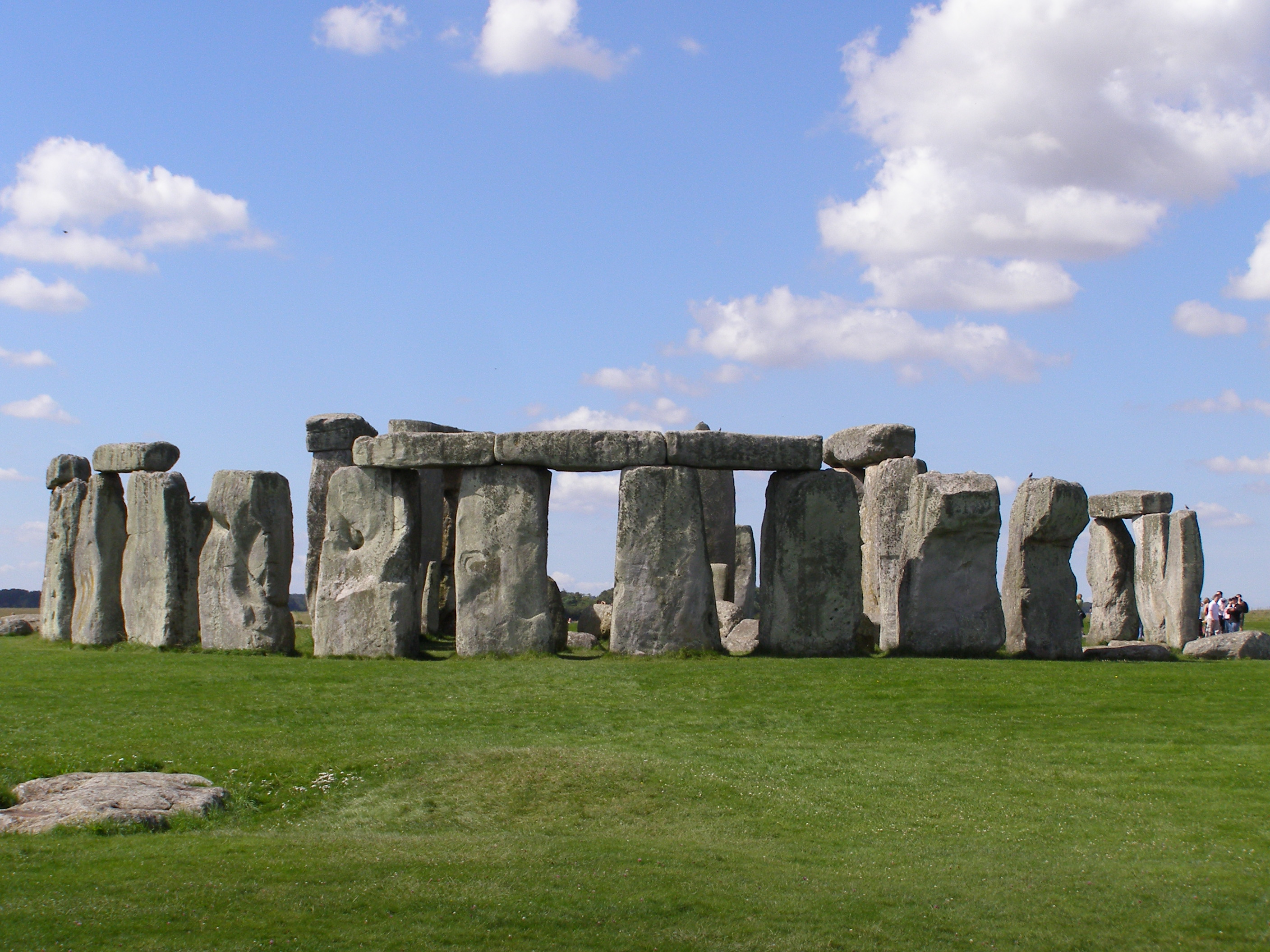
Nejznámější megalitická stavba Stonehenge

Obzvlášť pozoruhodná je památka při malé lokalitě Stonehenge v jižní Anglii. Uprostřed byl oltář obklopen dokola kolmými kameny, které přikrývaly tlusté kamenné překlady. Ty vytvářely plot chránící posvátný obvod, ale zároveň jakoby se účastnily obřadů, zdá se, jakoby tančily kolo, jako lidé držící se za ruce, a vykonávaly posvátný obřad, který zřejmě souvisel s uctíváním slunce. Slunce, které za dny rovnodennosti proniklo kamenným plotem a ozářilo oltář, bylo symbolem plodnosti a zrodu nového roku. Architektonické chápání henge určuje jeho symbolický význam, který je vyjádřen jedinečně jednoduchou stavební formou.